# Weigler

Lage im Landkreis Rhön-Grabfeld

Weigler ist ein 2,73 km² großes gemeindefreies Gebiet im Landkreis Rhön-Grabfeld im bayerischen Grabfeld. Das Gebiet ist komplett bewaldet.

## Geografie

### Lage
Weigler liegt südlich des namensgebenden Berges Weigler (400 m) zwischen den Gemeinden Hollstadt und Höchheim. Die höchste Erhebung im gemeindefreien Gebiet ist der Lohn mit 391 m ü. NN.

### Nachbargemeinden
|                    | Gemeinde Hendungen      |                   |
| Gemeinde Hollstadt |                         | Gemeinde Höchheim |
|                    | Markt Saal an der Saale | Gemeinde Aubstadt |